# Razbora klinowa
Razbora klinowa (Trigonostigma heteromorpha) – gatunek słodkowodnej ryby z rodziny karpiowatych (Cyprynidae). Spotykany w hodowlach akwariowych – w Europie od 1906.

## Występowanie
Półwysep Malajski, w tym Singapur. Doniesienia z Indonezji (Sumatry) dotyczą innego gatunku.

## Charakterystyka
W ubarwieniu przeważa kolor pomarańczowy do czerwonego. W tylnej części ciała charakterystyczny ciemnogranatowy klin. U samców klin ten jest ostrzej zakończony. Samice dorastają do 4,5 cm. Samce do 5 cm.

## Warunki hodowlane
Razbora jest rybą stadną (zaleca się trzymanie min. 10 osobników), dosyć wrażliwą na zmianę parametrów wody. Optymalna temperatura 24–30 °C (pH 5,5–6,8). Ryba preferuje lekki półmrok i gęstą roślinność podwodną. Jest ruchliwa. Potrzebuje dużej przestrzeni do pływania.

## Rozmnażanie
Gatunek jajorodny. Podczas tarła należy odseparować samicę i samca, choć w akwarium z innymi rybami tarło może nastąpić. Jednak separowanie jest zalecane, ponieważ np. neony Innesa (i nie tylko) zjadają ikrę. Temperatura w akwarium tarliskowym powinna wynosić około 26 °C. Wymagana jest obecność kryptokoryny (lub innej rośliny o szerokich liściach). Ikra składana jest na spodniej części liści, małymi partiami kilkanaście razy, ale część opada na dno akwarium. Po wykluciu młode są bardzo małe. Należy je karmić zawiesiną.